# Rubus cordiformis
Rubus cordiformis är en rosväxtart som beskrevs av Heinrich E. Weber och H.O. Martensen. Rubus cordiformis ingår i släktet rubusar, och familjen rosväxter. Inga underarter finns listade i Catalogue of Life.